# José (cráter)
José es un pequeño cráter de impacto situado en la cara visible de la Luna, en el sector noreste del interior del cráter Alphonsus. Junto al cráter se encuentran otras cuatro formaciones similares: Ravi (al noroeste); Monira (al nornoroeste); Chang-Ngo (al oeste); y Soraya (al sur).
|  |  |

Tiene una forma de cuenco, con un contorno prácticamente circular. Su perfil carece de signos visibles de erosión.

## Denominación
Cinco de los cráteres interiores de Alphonsus poseen nombres oficiales, que proceden de anotaciones originales no oficiales utilizadas en la hoja 77D3/S1 de la serie de mapas Lunar Topophotomap de la NASA. La designación fue adoptada por la UAI en 1976.

## Referencias

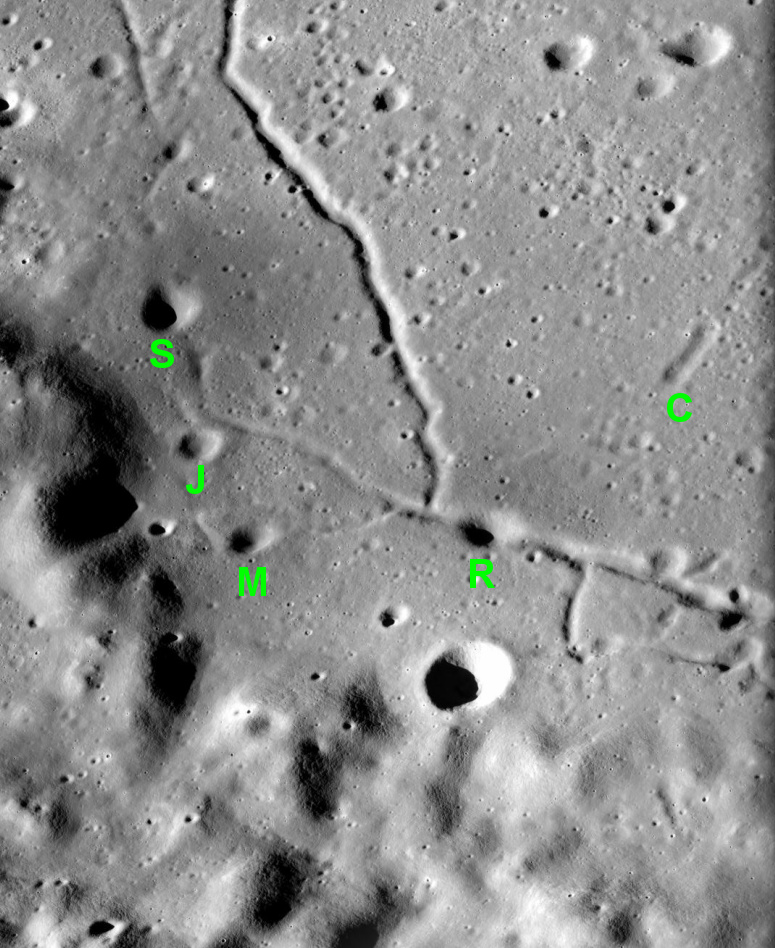
Vista oblicua desde el Apolo 16, mirando al sur. (C=Chang-Ngo, R=Ravi, M=Monira, J=José, S=Soraya.)